# Бернардс Тауншип (Нью-Джерсі)
Бернардс Тауншип (англ. Bernards Township) — селище (англ. township) в США, в окрузі Сомерсет штату Нью-Джерсі. Населення — 27 830 осіб (2020).

## Демографія
Згідно з переписом 2010 року, у селищі мешкали 26 652 особи в 9783 домогосподарствах у складі 6897 родин. Було 10103 помешкання
Расовий склад населення:
| - 81,8 % — білих - 13,8 % — азіатів - 1,9 % — чорних або афроамериканців - 0,1 % — корінних американців |

До двох чи більше рас належало 1,8 %. Частка іспаномовних становила 4,0 % від усіх жителів.
За віковим діапазоном населення розподілялося таким чином: 28,8 % — особи молодші 18 років, 57,7 % — особи у віці 18—64 років, 13,5 % — особи у віці 65 років та старші. Медіана віку мешканця становила 43,1 року. На 100 осіб жіночої статі у селищі припадало 93,5 чоловіків;  на 100 жінок у віці від 18 років та старших — 88,5 чоловіків також старших 18 років.
Середній дохід на одне домашнє господарство  становив 187 355 доларів США (медіана — 129 690), а середній дохід на одну сім'ю — 227 986 доларів (медіана — 169 013). Медіана доходів становила 130 370 доларів для чоловіків та 79 219 доларів для жінок. За межею бідності перебувало 3,8 % осіб, у тому числі 2,6 % дітей у віці до 18 років та 9,1 % осіб у віці 65 років та старших.
Цивільне працевлаштоване населення становило 12 560 осіб. Основні галузі зайнятості: освіта, охорона здоров'я та соціальна допомога — 21,5 %, науковці, спеціалісти, менеджери — 15,8 %, фінанси, страхування та нерухомість — 15,6 %.